# KŠR Split
Klub za športski ribolov Split ili KŠR Split je sportska udruga iz Splita čija aktivnost je vezana za sportski ribolov i ekološke aktivnosti.

## Osnovne informacije
Klub za športski ribolov Split osnovan je 16. studenog 1950. godine i jedan je od najstarijih ribolovnih klubova u Hrvatskoj. KŠR Split je član Hrvatskog saveza za športski ribolov na moru koji je punopravni član svjetske ronilačke federacije CMAS. 
Temeljne aktivnosti kluba su:
- udičarenje i podvodni ribolov,

Djelatnost kluba očituje se kroz:
- sudjelovanje na športskim natjecanjima u udičarenju i podvodnom ribolovu,
- edukaciju podvodnih ribolovaca kroz tečajeve ronjenja na dah,
- treninge podvodnog ribolova i apnee,
- organizaciju ekoloških akcija čišćenja podmorja.

## Kontakt informacije
KŠR Split ima sjedište na adresi Lučica 4, u Splitu. 
- MB:3801268
- OIB:07812608038

## Uprava kluba
- Predsjednik: Petar Prkić

## Ekološka sekcija
- Neven Šerić

## Podvodni ribolovci
- Petar Prkić
- Denis Radun
- Ivana Bralić
- Zlatko Kuzmanić
- Mario Kuzmanić
- Tonći Siriščević
- Ervin Sirišćević
- Luka Sutlović
- Leo Ljepotić
- Petar Mardešić
- Davor Alujević
- Joško Alujević
- Aljoša Čakić

## Vanjske poveznice
- / HSSRM
- / SSS

- Splitski Savez Sportova  Arhivirana inačica izvorne stranice od 13. siječnja 2013. (Wayback Machine)
- Hrvatski ronilački savez  Arhivirana inačica izvorne stranice od 8. kolovoza 2012. (Wayback Machine)